# Ludwig Hansmann
Ludwig Hansmann (* 1949 in Köln) ist ein deutscher Schauspieler und Hörspielsprecher.

## Leben
Von 1977 bis 1980 besuchte Ludwig Hansmann die Kölner Schauspielschule der Keller und trat im Jahr seines Abschlusses ein bis 1984 dauerndes Engagement am Schauspielhaus Düsseldorf an. Bereits 1982 hatte er das Theater „Die Kugel“ gegründet, an dem er bis 1996 wirkte. Von 1999 bis 2001 spielte Hansmann am Millowitsch-Theater.
Seit den 1980er-Jahren arbeitet Hansmann auch regelmäßig für das Fernsehen, meist in kleineren Rollen. Häufig war er dabei bislang in der Reihe Tatort zu erleben. Von 2008 bis 2010 hatte er die Rolle des Polizisten Bernrath in der Serie Die Anrheiner inne. In dem Dokudrama Konrad Adenauer – Stunden der Entscheidung verkörperte er den Bundeswirtschaftsminister und späteren Bundeskanzler Ludwig Erhard.
Hansmann ist darüber hinaus als Hörspielsprecher tätig, häufig in Mundartproduktionen des Westdeutschen Rundfunks. Gemeinsam mit Ute Behrens schrieb er das Kinderstück Kugel und Schachtel, das 1977 am Theater der Keller uraufgeführt wurde.
Ludwig Hansmann lebt in Köln.

## Filmografie
- 1983: Frau Juliane Winkler
- 1984: Is was, Kanzler?
- 1986: Detektivbüro Roth – 12.000 Jeans auf Termin
- 1986: Geschichten aus der Heimat (Fernsehserie) Episode: Der Gebrauchtwagen
- 1989: Forstinspektor Buchholz
- 1991: Eurocops – Zocker
- 1991: Ein Schloß am Wörthersee – Ein reizendes Kerlchen
- 1992: Kommissar Klefisch – Ein unbekannter Zeuge
- 1994: Die Wache – Vermisst
- 1994: Voll normaaal
- 1995: Balko – Die Angst des Torwarts
- 1996: Die Wache – Der blaue Tod
- 1997: Tatort – Bombenstimmung
- 1998: Die Wache – Rufmord
- 1999: Tatort – Drei Affen
- 2000: Nesthocker – Familie zu verschenken – Eifersüchtig
- 2001: Tatort – Bestien
- 2002: Tatort – Rückspiel
- 2004: SOKO Köln – Mietsache Mord
- 2004: Ufos üvverm Aldermaat
- 2008: Rennschwein Rudi Rüssel (2 Folgen als Herr Schröter)
- 2008: Tatort – Müll
- 2008–2010: Die Anrheiner (Folgen 495–568 als Polizist Bernrath)
- 2009: Pastewka – Das Experiment
- 2010: Tatort – Klassentreffen
- 2010: Tatort – Wie einst Lilly
- 2011: Wilsberg – Tote Hose (Fernsehserie)
- 2011: Alles was zählt (div. Folgen als Benno Hecks)
- 2012: Verbotene Liebe – Wie gewonnen – so zerronnen
- 2012: Die LottoKönige – Wer zahlt die Zeche?
- 2012: Konrad Adenauer – Stunden der Entscheidung
- 2013: Marie Brand und die offene Rechnung
- 2013: Danni Lowinski – Opfer und Täter
- 2014: Wilsberg – 90-60-90
- 2016: Unter uns (3 Folgen als Werner Paffrath)
- 2017: Ein Schnupfen hätte auch gereicht
- 2017: Alles was zählt (3 Folgen als Rudolph Richter)
- 2019: Das Wichtigste im Leben
- 2022: Ein Wahnsinnstag
- 2023: Plünderich

## Hörspiele
- 1976: Tapetenwechsel – Autor: Alfred Andersch – Regie: Günther Sauer
- 1979: Muuzemändelche – Autor: Hans Brodesser – Regie: Leopold Reinecke
- 1982: Der Begleiter – Autor: Arto Paasilinna – Regie: Heinz Wilhelm Schwarz
- 1983: Zwanzig Mille Grazie – Autor: Hans Brodesser – Regie: Heribert Malchers
- 1983: Noch einmal wie vor achtzehn Jahren – Autor: Thomas Andresen – Regie: Friedhelm Ortmann
- 1984: Beueler Wäscherinnen – Autor: Werner Liborius – Regie: Manfred Brückner
- 1984: Minus Minus jitt Plus oder Dat Dinge med däm Koppfschoss – Autor: Hans Brodesser – Regie: Heribert Malchers
- 1985: Gäge der Strom – Autor: Hans-Peter Beyenburg – Regie: Heribert Malchers
- 1985: En Belder Stich Vergangenheit – Autor: Bruno Melchert – Regie: Heribert Malchers
- 1986: Sekend Händ Butik – Autor: Hans Brodesser – Regie: Heribert Malchers
- 1986: D’r Schudderhot – Autor: Wilhelm Schneider-Clauß – Regie: Ulf Becker
- 1988: Ne jans andere Minsch – Autor: Hans Brodesser – Regie: Heribert Malchers
- 1990: Zwei links – zwei räächs – Autor: Hans Brodesser – Regie: Heribert Malchers
- 1991: Kittnepping – Autoren: Hans Brodesser, Hans-Peter Beyenburg, Werner Drossard – Regie: Heribert Malchers